# River Lugg
Der River Lugg (walisisch Afon Llugwy) ist ein 72 km langer linker Nebenfluss des River Wye in Großbritannien.

## Flusslauf
Der Fluss entspringt bei Llangynllo in Wales. Er fließt in überwiegend südöstlicher Richtung nach Herefordshire in England und mündet schließlich bei Mordiford östlich von Hereford in den River Wye. Am Flusslauf liegen die Kleinstädt Presteigne und Leominster.